# Phylica strigosa
Phylica strigosa är en brakvedsväxtart som beskrevs av Berg.. Phylica strigosa ingår i släktet Phylica och familjen brakvedsväxter.

## Underarter
Arten delas in i följande underarter:
- P. s. australis
- P. s. dregei
- P. s. elongata
- P. s. macowanii